# Darcy Lewis
Darcy Lewis es un personaje ficticio interpretado por Kat Dennings en la franquicia del Universo cinematográfico de Marvel (UCM), creado por Zack Stentz. Darcy es una ex estudiante de ciencias políticas en la Universidad de Culver que se convirtió en pasante de Erik Selvig y asistente de Jane Foster. En su tiempo como pasante, Darcy conoció al dios nórdico Thor, al quien ayudo a adaptarse a la Tierra. Tiempo después, ella también lo ayudó en su guerra contra Malekith y los Elfos Oscuros. Siguiendo con su vida, Darcy se graduó con un doctorado en astrofísica mientras sobrevivía al Blip. Gracias a sus estudios, fue reclutada por S.W.O.R.D. para investigar un misterioso fenómeno sobrenatural que ocurría en la ciudad de Westview, apodándolo el Hex y descubriendo que la causante de esto era Wanda Maximoff. Después de enterarse de los planes reales de S.W.O.R.D., Darcy se une a Monica Rambeau y Jimmy Woo, ayudando a la destrucción del hex, el arresto de Tyler Hayward y amistándose con Wanda. Tiempo después, aconseja a su amiga Foster que tiene cáncer, a que pida ayuda a su ex, Thor.
Darcy fue presentada como un personaje creado para la película Thor (2011), apareciendo posteriormente en sus secuelas, Thor: The Dark World (2013) y Thor: Love and Thunder (2022). Tiene además un papel principal en la miniserie WandaVision (2021). Versiones alternativas de Darcy aparecen en la serie animada What If...? (2021). También aparece en los cómic de Marvel Comics, que se ambientan en el UCM. La interpretación de Dennings del personaje ha sido bien recibida y ha ganado varios elogios por su actuación, en su mayoría, por su participación en WandaVision.

## Trasfondo y caracterización

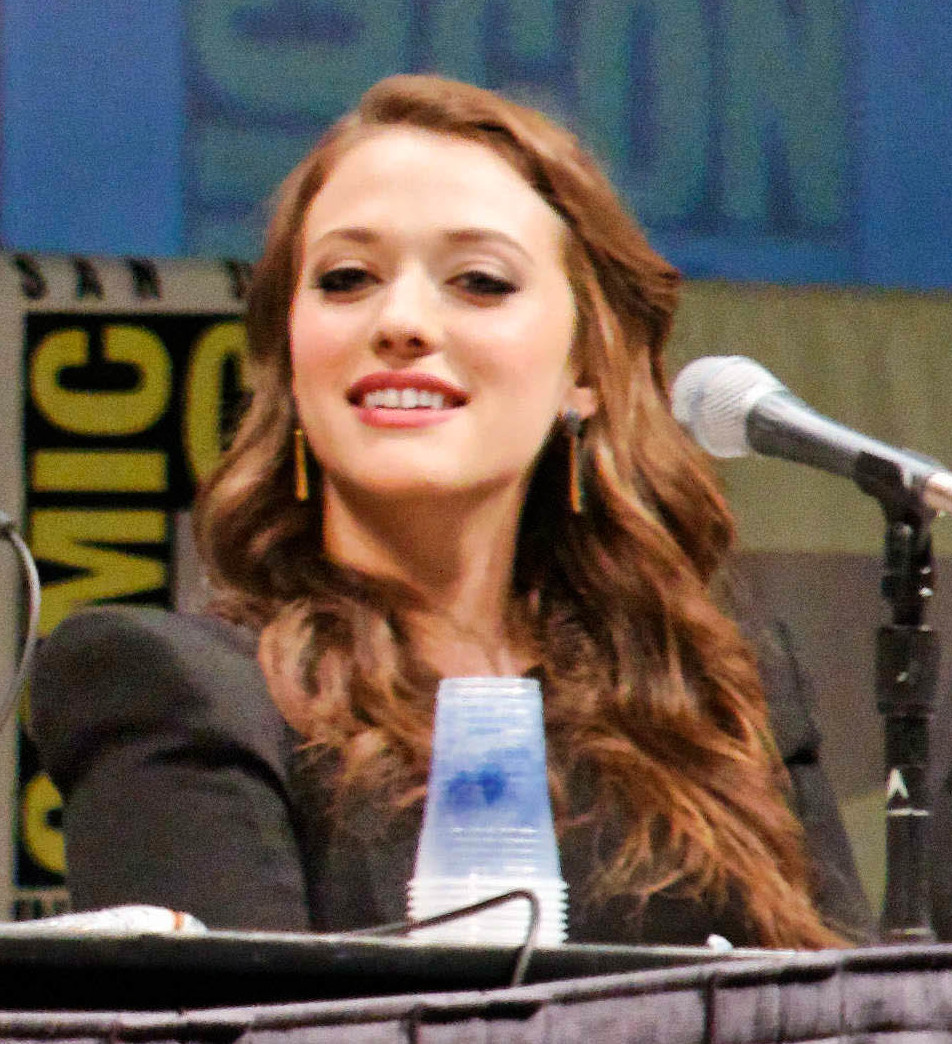
Dennings en la San Diego Comic-Con de 2010, promocionando Thor.

En 2006, Marvel Studios comenzó a realizar una película centrada en el personaje de Marvel Comics, Thor. Pero la producción comenzó hasta finales de 2008, con Kenneth Branagh como director. En julio de 2009, se eligió a Natalie Portman como Jane Foster, y en noviembre del mismo año; Portman reveló que Kat Dennings había sido elegida para dar vida a Darcy Lewis, una colega de la Jane Foster. Dennings describió a su personaje como el «pequeño gnomo ayudante» de Foster. Explicó, «es como un lindo, inocente y pequeño cachorro o quizás un hámster. No había mucho en el guion para el papel de Darcy para empezar y ni siquiera había visto uno antes de aceptar el papel, así que en realidad no sabía quién era Darcy al principio. Pero en verdad evolucionó; ahora incluso es muy divertida. Es muy de Scooby-Doo si eso tiene sentido. Siempre está tres pasos detrás y reacciona a lo que ocurre con estas grandes expresiones. [...] Entiende mal las cosas y no le importa.» La cinta que se tituló Thor tuvo una premier mundial el 17 de abril de 2011, en el cine Event Cinemas en George Street, Sídney; estrenándose en Estados Unidos el 6 de mayo de 2011.
En abril de 2011, antes del estreno de Thor, el presidente de Marvel Studios; Kevin Feige declaró que luego de The Avengers, "Thor se embarcará en una nueva aventura." En junio de 2011, Walt Disney Studios fijó una fecha de estreno del 26 de julio de 2013 para la secuela de Thor. Posteriormente trasladó la fecha de estreno de la película al 15 de noviembre de 2013. Después de que Patty Jenkins dejara la dirección de la cinta, Alan Taylor la sustituyó comenzando en 2012 la producción. El 22 de agosto de 2012, Dennings fue contratada para repetir su papel como Darcy. El papel de Darcy se expandió del rol de compañera de alivio cómico, que tuvo en la primera película. Dennings dijo que su personaje es "muy mala en la ciencia real en la primera película. En la segunda, está más interesada, pero todavía no sabe nada de la misma. Ama a Jane, de verdad quiere que Jane y Thor estén juntos. Es casi como si propia telenovela que mira." La película que fue titulada Thor: The Dark World, tubo una premier mundial el 22 de octubre de 2013, en la Odeon Leicester Square en Londres. La película tuvo su premier en Norteamérica en El Capitan Theatre en Hollywood, y se estrenó en cines de Estados Unidos el 7 de noviembre de 2013.
En 2018, una serie basada en los personajes de Wanda Maximoff y Visión comenzó a desarrollarse, con Jac Schaeffer como creadora y Matt Shakman como director. En la convención bienal de Disney, D23, Dennings junto a Randall Park fueron confirmados para repetir sus papeles cinematográficos del UCM. Dennings estaba sorprendida y emocionada de volver al UCM después de tantos años. Darcy junto al personaje de Jimmy Woo se agregaron a la serie por el deseo de tener personajes fuera del Hex con experiencia en ciencia y aplicación de la ley, respectivamente. Los borradores iniciales de los primeros episodios tenían más antecedentes para Darcy que se eliminaron a favor de centrarse en la base de S.W.O.R.D. cuando está fuera del maleficio, aunque se agregaron elementos de estas escenas en episodios posteriores. Schaeffer también sintió que era divertido presentar a Dennings en la serie, ya que es una actriz experimentada en comedias de situación, protagonizando 2 Broke Girls. Para los disfraces de Dennings en la serie, el diseñador de vestuario Mayes C. Rubeo agregó un elemento de verde azulado a cada uno de ellos para que coincida con el color de los ojos de la actriz. Al regresar al papel por primera vez desde Thor: The Dark World (2013), Dennings sintió que Lewis no habría cambiado mucho como persona, pero sería mayor y más sabia después de ir a la escuela para recibir su doctorado en astrofísica. Además, Dennings sintió que el personaje tiene más confianza en sí misma ahora que es vista como "la jefa", cosa que nunca tuvo en las películas. Dennings y los productores habían decidido que Darcy no fuera víctima de Blip, por ende a ella sí le pasaron los años. La serie que se titula WandaVision, se estrenó en Disney+ el 15 de enero de 2021, con sus dos primeros episodios. Los otros siete episodios se publicaron semanalmente hasta el 5 de marzo.
Una serie animada basada en los cómics de What If..?, de Marvel Comics comenzó su desarrollo en septiembre de 2018; posteriormente A. C. Bradley se unió como creador y Bryan Andrews como director. El plan de Marvel para la serie era que los actores que interpretaran personajes en las películas de UCM repitieran sus papeles en What If...?, con más de 50 haciéndolo.: 2  Bradley eligió emparejar a Darcy con Howard el pato mientras interpretaba la pista scratch para la voz de Lewis, dada su capacidad para imitar a Lewis y su amor por Howard y el actor de voz, Seth Green. Antes del estreno de la serie, se reveló que otros actores volverían a interpretar sus papeles en la serie, entre ellos Dennings como Darcy. Apareció en el episodio número siete titulado «What If... Thor Were an Only Child?» estrenado el 22 de septiembre de 2021.
En una entrevista con Entertainment Tonight sobre el estreno de WandaVision, a Kat Dennings se le preguntó si Darcy Lewis aparecería en Thor: Love and Thunder, sin embargo, ella contestó que nadie la había contactado para aparecer en la película a pesar del regreso de Natalie Portman como Jane Foster. Cuando Love and Thunder se estrenó, Dennings apareció en la cinta como un pequeño cameo. En otra entrevista ella mencionó: «Hay algunas cosas que he hecho para Marvel que saldrán y que no son solo WandaVision… Pero probablemente no puedo decirlo.»

### Personalidad
Se muestra que Darcy Lewis es muy impulsiva, como se evidencia cuando le disparó a Thor en su primer encuentro. A pesar de no ser una científica como sus amigos, Lewis es la primera en notar la "anomalía" que hizo que Jane Foster se diera cuenta de que Thor estaba presente en el Puente Bifrost. Darcy también ha demostrado ser muy carismática y liberal. Al investigar la Anomalía de Westview, Lewis pudo entender por qué Wanda Maximoff estaba controlando la ciudad y sus residentes, ya que había perdido a Visión durante la Batalla de Wakanda antes del Lapso. Al ver las comedias de situación de WandaVision, Lewis fue muy inteligente al captar sus señales y piratear los perfiles de Tyler Hayward para averiguar cuáles eran sus motivos. También se muestra que Lewis cree en el amor verdadero, donde consoló a Visión diciéndole que el amor entre él y Wanda era real debido a que había visto las comedias de situación durante varios días.

## Biografía ficticia

### Pasante de Jane Foster
Darcy se convirtió en estudiante de ciencias políticas en la Universidad de Culver. Fue a trabajar con Jane Foster y Erik Selvig como pasante para obtener créditos universitarios. En un viaje a investigar una serie de anomalías espaciales que Foster creía que eran precursoras de un agujero de gusano. Darcy, Jane y Erik conocen a Thor, y tras verlo como un loco, Darcy lo tazea. Después de llevarlo al hospital, Darcy y compañía analizaron las fotografías de la tormenta, solo para notar que el hombre al que dejaron en el hospital venía del rayo que golpeó la tierra. Buscan a Thor y le permiten quedarse con ellos. Darcy y los demás van a un restaurante con Thor. Ahí Thor se entera de que su martillo se encuentra en la tierra. Tras que Thor le pide a Jane que lo lleve a su martillo, Darcy y Erik le advierten que se aleje de él para no tener problemas. Posteriormente, el agente Phil Coulson de S.H.I.E.L.D. los allana, y el le quita a Darcy su iPod. Darcy crea una identificación falsa para que Selvig pudiera ir a liberar a Thor quien fue capturado por S.H.I.E.L.D.. Más tarde, el equipo se encuentra con Lady Sif y los Tres Guerreros. Tras enterarse de los problemas de Thor, Darcy y los demás ven la llegada del Destructor. La máquina vence a los Tres Guerreros como a Sif, pero luego de un sacrificio, Thor logra ganarle y salvar a Darcy y los demás. Esta se despide de ellos y sigue su asistencia con Jane.

### Reencuentro con Thor y Batalla en Londres
Un año después de la Batalla de Nueva York, Darcy y Jane fueron contactadas desde Londres por Erik, quien les solicitó apoyo en su estudio de anomalías. Cuando ellas llegaron a la ciudad, descubrieron que Selvig no estaba y se instalaron en su apartamento. Durante este tiempo, Darcy contrató a Ian Boothby como su propio pasante. Ella se da cuenta de problemas con los equipo científico de Selvig y pide a Jane que la ayude. Darcy junto a Ian y Jane llegan a un lugar en donde las leyes de la física parecían no tener importancia. Unos niños les explicaron que había portales en una parte del depósito y Ian por accidente lanza las llaves del auto a un portal y no pudieron recuperarlas. Darcy se da cuenta de que Jane desapareció y llama a la policía. Después de cinco horas, Jane consternada. Thor llega de la nada y se lleva a Jane. Posteriormente, Darcy y Ian se enteran de que Erik fue llevado a un hospital psiquiátrico en el que lo habían internado. Erik explica que la Convergencia estaba comenzando y se marcharon al apartamento de Jane. Jane vuelve y les explicó los planes de Malekith. Ellos deciden buscarlo para detenerlo. En la batalla, Darcy ayuda a Ian a instalar los Postes gravimétricos de Erik en determinados puntos para detener a Malekith. Cuando uno Elfos Oscuros intentan atacar a Darcy, Ian la salva y los dos se dan un beso. Thor al final vence a Malekith. Más tarde, Darcy ve como Thor regresa a tener una relación seria con Jane. Tiempo después de lo sucedido, Lewis concluyó sus estudios en la Universidad de Culver y se graduó como Doctora en astrofísica.

### Ayudando a Wanda

#### Trabajando para S.W.O.R.D.
En 2023, tres semanas después del Blip, Darcy fue reclutada por S.W.O.R.D. para ayudar en los sucesos en Westview. Darcy detectar unas señales televisivas y pide una serie de televisores antiguos y por medio de estos vio que lo que ocurría dentro de Westview era una comedia de situación protagonizada por Wanda Maximoff y Visión. Jimmy Woo comienza a ayudar a Darcy para encontrar a los habitantes perdidos de Westview y a Monica Rambeau. Ellos se dan cuenta de que Monica se ha infiltrado como Geraldine a la sitcom. Darcy y Jimmy intentan comunicarse o investigar dentro de la analogía, fallando en su intento. Los dos ven cuando Mónica habla de Pietro con Wanda y repentinamente el programa se interrumpe y Monica aparece de la nada diciendo que Wanda es la culpable. Al conocer a Mónica, Darcy le muestra su admiración y nombra a la anomalía "Hex". Ella advierte a Mónica que es peligroso para ella volver al Hex. Monica decide comprobando que el uniforme de kevlar se modificó cuando entró al "Hex", teniendo la idea de que todo lo que entra es modificado para adaptarse a la época ambientada. Después de un percance con Wanda saliendo de la anomalía, Darcy ve a Pietro en la sitcom pero con otro aspecto.

#### Dentrando al Hex
Luego que Tyler Hayward decidiera que tiene que matar a Wanda; Darcy, Monica y Jimmy intentan hacerlo cambiar de parecer, pero el los llama problemáticos y los separa de la misión. Mónica y Jimmy deciden infiltrarse en la base, dejando a Darcy impresionada por el plan improvisado. Entrando en la estación de informática, Darcy hackea los dispositivos de Hayward descubriendo que este ha estado rastreando a Visión dentro del Hex. Mónica y Jimmy deciden retirarse para intentar adentrase otra vez al hex; aunque Darcy, quien decide quedarse para seguir investigando, le replica que es peligroso para Mónica. Darcy descubre el plan de Hayward y se lo envía a Jimmy. Posteriormente ve como Visión sale del hex desintegrándose, ella intenta ayudarlo, pero es esposada a una camioneta y seguidamente atrapada tras la expansión del hex. Dentro de este se convierte en una artista del escape, es salvada por Visión, y después en una camioneta; Darcy le cuenta a Visión su sacrificio en la Batalla de Wakanda, el Chasquido y de su relación con Wanda antes de que falleciera, no obstante, este ni siquiera consiguió recordar quién era él mismo antes de llegar a Westview. Visión se da cuenta de que Wanda intenta detenerlos para que no llegue a su casa y decide irse volando dejando a Darcy.

#### Batalla de Westview
Darcy logra adentrarse en la ciudad de Westview y es testigo de cómo Tyler intenta asesinar a Monica, Billy y Tommy Maximoff. Al percatarse de que el corrupto director había robado un Humvee para escapar de la escena, Darcy aceleró la camioneta que robó del circo y lo embistió lateralmente, impidiéndole huir. Como Tyler la miró con desdén, Darcy se burló de él diciéndole que disfrutara su estancia en prisión. Cuando Westview volvió a la normalidad, Darcy se despidió de Mónica diciendo que el trabajo que venía era para los débiles y se marchó de la ciudad.

### Cáncer de Jane Foster
Tiempo después de los sucesos de Westview, Lewis fue contactada por su amiga Jane Foster, que le reveló que sufría de cáncer en etapa cuatro. Acompañándola a una sección de quimioterapia, Lewis noto que su amiga no le había revelado su padecimiento a nadie más que ella y el Dc. Erik Selvig. Seguidamente, al verla impaciente por trabajar de nuevo, le aconsejo que deje su inquietudes y se concentre en luchar con su enfermedad. También le recomendó que pidiera ayuda a Thor, aunque su amiga le dijo que ella misma trataría su problemas. Más tarde Lewis se enteró de como Foster se convirtió en Poderosa Thor usando el Mjolnir, y como se sacrifico para vencer a Gorr el Carnicero de Dioses.

## Versiones alternativas
Una versión alternativa de Lewis aparece en la serie animada What If ..?.

### Thor en Las Vegas y casada con Howard
En un 2011 alternativo, Darcy y Jane van hacia Las Vegas a ver a Thor quien está haciendo una fiesta con varios humanos y alienígenas. Ellos se conocen y acaban uniéndose a la fiesta, con Darcy casándose con Howard el pato. Posteriormente Maria Hill la busca porque S.H.I.E.L.D. desea eliminar a Thor tras verlo como una amenaza. Hill llama a Carol Danvers para que venza a Thor, algo que no logra hacer y regresa a la base de S.H.I.E.L.D. donde Darcy le hace algunos chistes. Al final después de que Thor centra cabeza, Darcy se va con Howard.
Años después, ella y Howard tienen un bebé que inicialmente toma la forma de un huevo. Ellos son invitados al crucero de placer intergaláctico del Gran Maestro, pero descubren que su huevo sería el plato principal. Yondu Udonta salva el huevo y se lo lleva estando interesado, Al comunicarse con S.H.I.E.L.D., la pareja descubre que el niño nació durante la Convergencia Cósmica, que está destinado a grandes cosas y se ha vuelto muy buscado por casi todos. Ellos van a Knowhere entrando por las alcantarillas y ven a Kaecilius en una ceremonia que terminará con Dormammu usando al huevo como su nuevo cuerpo anfitrión. Fury y Coulson llegan pero custodian al huevo, tras una pelea contra Kaecilius, Darcy y Howard toman a su huevo y escapan. Al ser buscados por toda la galaxia, ellos recurren ayuda al Gigante de Hielo Loki en Jotunheim, pero su padre Laufey también se interesa tomar el huevo y S.H.I.E.L.D. aparece también para tomarlo y ahora otros como Malekith, la Orden Negra, Zeus, Thanos y el Gran Maestro que también están detrás del huevo, y se produce una persecución. Howard y Darcy logran escapar con el huevo, con otros todavía tras ellos. Al no poder escapar de sus perseguidores, ellos les cantan una última canción a su huevo, que de repente brilla dorado y se eleva hacia el cielo donde ataca a los perseguidores con energía dorada hasta eclosionar en un híbrido humano/pato con el nombre de Byrdie. Fury admite que un niño debería estar con sus padres y cesa la persecución, mientras Howard y Darcy regresan a casa en paz criando a su bebé.
También se muestran a Howard y Darcy comunicándose con su hija adulta Byrdie en el espacio, quién está en una misión con la Capitana Peggy Carter, Kahhori y Tormenta, solo para buscar unas donas.

### Salvando la navidad
En un 2014 alternativo, Darcy es contactada por Happy Hogan, quién le da la tarea de encontrar una IA para reiniciar el sistema de la Torre de los Vengadores. Al ser rehén con Hill a manos de Justin Hammer, quien tomó el control de la Torre, son rescatadas por Hogan siendo completamente transformado en un monstruo llamado Freak, enfrentando a Hammer. Después de la derrota de Hammer, los Vengadores llegan a atacar a Freak, y Darcy les dice que él es Hogan. Después de custodiar a Hammer, Darcy, Hill y los Vengadores elogian a Hogan por sus esfuerzos mientras ella y los Vengadores reanudan su fiesta de Navidad antes de que llegue Thor.

## En otros medios

### Cómics
Darcy apareció en cuatro cómic publicados por Marvel que se centran en pequeñas historias o adaptaciones de películas, ambientales en el universo del UCM.
Su primera aparición oficial en el universo del cómic conocido como Earth-616 (Tierra 616) se dio en el volumen 3 de la serie regular de Wanda Maximoff, Scarlet Witch, en el 1er número de dicha colección, con fecha de publicación del 4 de enero del 2023.

#### Thor Adaptation
Es un cómic digital de dos partes que vuelve a contar los acontecimientos de la película Thor.

#### The Avengers Prelude: Fury's Big Week
Tiempo después de que Thor se fuera, Darcy y Jane trabajaron en conjunto con S.H.I.E.L.D. en la búsqueda de nuevas anomalías atmosféricas. Pese que Darcy instó a Foster a confiar en la promesa de Thor sobre su regreso, ella acabó perdiendo la esperanza un año después. Durante la Invasión Chitauri, Erik fue secuestrado por Loki, así que tanto Darcy como Foster fueron trasladadas por seguridad a un observatorio en Tromsø.

#### Thor: The Dark World Prelude
Cuando Thor regresó a la Tierra y participó en la Batalla de Nueva York con los Vengadores, pero Lewis y Foster no estaban al tanto de esto. Como no sabían la razón del traslado, Lewis revisó internet y se enteró del regreso de Thor. Aunque ambas viajaron a Estados Unidos y se reunieron con Selvig, recibieron la noticia de que Thor ya había retornado a Asgard con Loki en custodia. Aún tratando de apoyar a su amiga, Lewis le dijo que siguiera esperando, pero Foster se frustró por perder a Thor nuevamente y optó por dejarlo ir para siempre.

#### Thor: Ragnarok Prelude
Darcy parece como un personaje secundario en el cómic Thor: Ragnarok Prelude, que se ambienta antes des los sucesos de Thor: Ragnarok.

## Recepción

### Opinión crítica
Chicago Sun-Times aprecio la participación de Dennings como Darcy en WandaVision como un alivio cómico. Gracias a su participación en la serie fue nominada a los Hollywood Critics Association TV Awards como Mejor actriz de reparto en una miniserie; y fue nominada en conjunto a los Online Film & Television Association Awards como Mejor casting y ensamble en miniserie. Por su participación en What If...?, Kirsten Howard de Den of Geek, felicitó la actuación de Dennings, que comparó favorablemente con las interpretaciones de voz de episodios anteriores. Amon Warmann de Yahoo! Movies también elogio la actuación de Dennings, al igual que Sam Barsanti de The A.V. Club.

### Evolución
En las dos primeras entregas de Thor, Darcy hizo del papel de la amiga y ayudante de Jane Foster. La personalidad de Darcy hizo que le agradara a la mayoría de los fanes, diciendo que era uno de los personajes más carismáticos del UCM, haciéndose rápidamente querida por estos quienes esperaban su regreso, y después de su regreso en el cuarto episodio de WandaVision, los fanes agradaron la vuelta de este personaje.
Mientras tanto los críticos opinaban que Lewis era uno de eso «personajes secundarios que brindan poco más que alivio cómico». Pero después de ver su apreciación en WandaVision, vieron una evolución que Matt Shakman, el creador de WandaVision explicó diciendo: «Ahora se ha convertido en la Dra. Darcy Lewis... entonces, ella es una verdadera experta en su campo. Por tanto ya ha dejado de ser esa chica que le importan poco sus estudios y su futuro y se ha convertido en una doctora experta a la que acuden para resolver grandes misterios científicos».